# Henry A. Coffeen
Henry Asa Coffeen, född 14 februari 1841 i Gallia County i Ohio, död 9 december 1912 i Sheridan i Wyoming, var en amerikansk politiker (demokrat). Han var ledamot av USA:s representanthus för Wyomings valkrets 1893–1895.
Coffeen efterträdde 1893 Clarence D. Clark i representanthuset och efterträddes 1895 av Frank Wheeler Mondell.